# 斎藤一人
斎藤 一人（さいとう ひとり、1948年〈昭和23年〉8月3日 - ）は、日本の実業家、著作家、講演家。東京都江戸川区小岩生まれ。

## 概要
「銀座まるかん」創設者。1970年頃から漢方茶の販売を開始し、後に漢方をベースとした化粧品や健康食品の開発に着手。銀座日本漢方研究所（2002年1月に「銀座まるかん」に改名）を創業。
口癖は、「ツイてる!」。大金持ちな顔の反面、商人は節税とかではなく、国にしっかり税金を納めて社会貢献するという考えを持つ。経済を良くすることが経済的豊かさを生んでいく。

## 略歴
- 東京都江戸川区小岩生まれ。
- キリスト教系の幼稚園を経て、江戸川区立西小松川小学校・江戸川区立松江第二中学校卒業。
- 日本指圧学校入学後さまざまな職を経験。
- 1970年頃から漢方茶の販売を開始。
- 漢方をベースにした化粧品や健康食品の開発に着手し、銀座日本漢方研究所（現・銀座まるかん）を創業する[要出典]。

## 全国高額納税者番付（総合）
2006年（2005年度分）から番付が廃止された。
- 1993年分　－　第4位
- 1994年分　－　第5位
- 1995年分　－　第3位
- 1996年分　－　第3位
- 1997年分　－　第1位
- 1998年分　－　第3位
- 1999年分　－　第5位
- 2000年分　－　第5位
- 2001年分　－　第6位
- 2002年分　－　第2位
- 2003年分　－　第1位
- 2004年分　－　第4位

## 著書
- 『変な人の書いた成功法則 - 漢 - 四年連続トップ納税者が語る』（総合法令出版、1997年）　ISBN 978-4893465641（講談社、講談社+α文庫2003年）　ISBN 978-4062567329
- 『変な人の書いたツイてる話』（総合法令出版、1999年）　ISBN 978-4893466600
- 『変な人の書いたツイてる話　Part２』（総合法令出版、2000年）　ISBN 978-4893466877
- 『変な人の書いた買ったら損する本』（総合法令出版、2002年）　ISBN 978-4893467379
- 『斎藤一人変な人が書いた驚くほどツイてる話』（三笠書房、知的生き方文庫、2003年）　ISBN 978-4837973652
- 『さいとうひとり詩集』（総合法令出版、2003年）　ISBN 978-4893466440
- 『斎藤一人の絶対成功する千回の法則』（酒井一郎構成、講談社、2003年）　ISBN 978-4062118811
- 『変な人が書いた人生が100倍楽しく笑える話』（角川書店、2004年）　ISBN 978-4048839112
- 『変な人が書いた心が千分の一だけ軽くなる話』（角川書店、2004年）　ISBN 978-4048838955
- 『ツイてる!』（角川書店、2004年）　ISBN 978-4047041745
- 『斎藤一人人生が全部うまくいく話』（三笠書房、知的生き方文庫、2004年）　ISBN 978-4837973775
- 『斎藤一人塾寺子屋講演会 - 心のみそ汁スープ(笑) - あなたにも神様がつくってくれたストーリーがある』1（ロングセラーズ、2005年）　ISBN 978-4845420728
- 『斎藤一人塾寺子屋講演会 - 心のみそ汁スープ(笑) - あなたにも神様がつくってくれたストーリーがある』2（ロングセラーズ、2005年）　ISBN 978-4845420834
- 『地球が天国になる話』（ロングセラーズ、2006年）　ISBN 978-4845420940
- 『幸せセラピー - 読むだけでどんどん明るくなる』（ロングセラーズ、2006年）　ISBN 978-4845430918
- 『斎藤一人の絶対成功する千回の法則』（講談社+α文庫、2006年→普及版、2009年）　ISBN 978-4062810333
- 『お金儲けセラピー - 読むだけでどんどん豊かになる』（ロングセラーズ、2006年）　ISBN 978-4845430925
- 『普通はつらいよ - おもしろくて、楽しくて、すずやかに生きるコツ』（マキノ出版、2007年）　ISBN 978-4837670742
- 『愛のセラピー - 読むだけで心がホワッとしてくる』（ロングセラーズ、2007年、2012年）　ISBN 978-4845430932
- 『ツキを呼ぶセラピー - 読むだけでどんどん良くなるうまくいく』（ロングセラーズ、2008年→新装版、2010年）　ISBN 978-4845408047
- 『斎藤一人幸せの名言集』（三笠書房、2008年）　ISBN 978-4837922988
- 『運命は変えられる - 納税日本一億万長者が語る』（ロングセラーズ、2008年）　ISBN 978-48454-21343
- 『微差力』（サンマーク出版、2009年→2011年）　ISBN　978-4763199867
- 『幸せの道』（ロングセラーズ、2009年）　ISBN 978-4845421701
- 『斎藤一人の唱えるだけで運気が上がる「天国言葉」- 願いが叶う、幸せになれる』（主婦の友社、2009年）　ISBN 978-4072657508
- 『斎藤一人この不況で損する人この不況で得する人』（ロングセラーズ、2009年）　ISBN 978-4845421510
- 『斎藤一人絵本集1 (こうていペンギンはなぜ生きのこったか!?)』（宮本真由美 絵、ロングセラーズ、2009年）　ISBN 978-4845421480
- 『斎藤一人500年たってもいい話 - 人生・お金・仕事・結婚極意書』（PHP研究所、2009年→2011年）　ISBN 978-4569770970
- 『千年たってもいい話 - 納税日本一のお金持ちが教える幸せのつかみ方』（マキノ出版、2009年）　ISBN 978-4837671176
- 『二千年たってもいい話 - 夢の持ちかた夢の叶えかた奇跡の起こしかた魅力のつけかた』（イースト・プレス、2009年）　ISBN 978-4781602332
- 『絶好調』（ロングセラーズ、2010年）　ISBN　978-4845451029
- 『幸福力』（マキノ出版、2010年）　ISBN　978-4837671299
- 『眼力』（サンマーク出版、2010年）　ISBN　978-4763130617
- 『成功脳』（ロングセラーズ、2011年）　ISBN 978-4845422159
- 『強運』（PHP研究所、2011年）　ISBN 978-4569797977
- 『愛される人生』（ロングセラーズ、2011年）　ISBN 978-4845422043
- 『仕事はおもしろい - 当代きっての実業家が明かす仕事術の神髄!』（マキノ出版、2012年）　ISBN　978-4837671732
- 『自分さがしの旅』（ロングセラーズ、2012年）　ISBN 978-4845422593
- 『すべてがうまくいく上気元の魔法』（ロングセラーズ、2012年）　ISBN 978-4845422395
- 『変な人の書いた世の中のしくみ』（サンマーク出版、2012年）　ISBN　978-4763132079
- 『人生に成功したい人が読む本』（PHP研究所、2013年）　ISBN 978-4569811758
- 『人とお金』（サンマーク出版、2013年）　ISBN　978-4763133397
- 『成功力』（マーク出版、2013年）　ISBN 978-4837672012
- 『斎藤一人 あなたが変わる315の言葉』（ロングセラーズ、2013年）　ISBN 978-4845422746
- 『斎藤一人 お金に愛される315の教え』（ロングセラーズ、2013年）　ISBN 978-4845422791
- 『斎藤一人 仕事がうまくいく315のチカラ』（ロングセラーズ、2013年）　ISBN 978-4845422869
- 『斎藤一人 神様に上手にお願いする方法』（ロングセラーズ、2014年）　ISBN 978-4845423354
- 『斎藤一人 神様に上手に助けてもらう方法』（ロングセラーズ、2014年）　ISBN　978-4845423415
- 『斎藤一人 カンタン成功法則』（ロングセラーズ、2014年）　ISBN 978-4845423095
- 『ハルと魔法の湖』（サンマーク出版、2014年）　ISBN 978-4763134325
- 『大丈夫だよ、すべてはうまくいっているからね。』（サンマーク出版、2015年）　ISBN 978-4763134837
- 『地球は「行動の星」だから、動かないと何も始まらないんだよ。』（サンマーク出版、2015年）　ISBN 978-4763134226
- 『斎藤一人 世界一ものスゴい成功法則』（マキノ出版、2015年）　ISBN　978-4837672227
- 『おもしろすぎる成功法則』（サンマーク文庫、2016年）　ISBN 978-4763160775
- 『図解 斎藤一人 大富豪が教える読むだけで、強運になれる本』（PHP研究所、2016年）　ISBN 978-4569834535
- 『気づいた人から成功できる「人」と「お金」の５０のルール』（サンマーク出版、2016年）　ISBN 978-4763160782
- 『絶対、よくなる!』（PHP研究所、2016年）　ISBN 978-4569830896
- 『お金の真理』（サンマーク出版、2016年）　ISBN 978-4763135469
- 『斎藤一人 しあわせを招くねこ』（ロングセラーズ、2016年）　ISBN 978-4845423842
- 『「大丈夫」がわかると、人生は必ずうまくいく! 』（サンマーク出版、2017年）　ISBN 978-4763160850
- 『大富豪が教える「お金に好かれる5つの法則」』（サンマーク出版、2017年）　 ISBN 978-4763160959
- 『斎藤一人 お金の神様に好かれる人のスゴい口ぐせ』（宝島社、2017年）　ISBN 978-4800278272
- 『知らないと損する不思議な話』（PHP研究所、2017年）　ISBN 978-4569767376
- 『「素直さ」こそ最強の武器である』（秀和システム、2018年）　ISBN 978-4798052373
- 『斎藤一人 俺の人生 (すべてが成功する絶対法則)』（マキノ出版、2018年）　ISBN　978-4837672753
- 『使命 いますぐ楽しくなる、一生楽しくなる』（KADOKAWA、2018年）　ISBN　978-4046040374
- 『斎藤一人　一日一語　三六六のメッセージ　令和編』（ぴあ、2018年）　ISBN　978-4835639420
- 『斎藤一人　一日一語　三六六のメッセージ　仕事編』（ぴあ、2018年）　ISBN　978-4835639031
- 『人生が楽しくなる「因果の法則」』（PHP文庫、2018年）　ISBN 978-4569768021
- 『変な人が書いた 人生の哲学』（PHP研究所、2019年）　ISBN　978-4569769783
- 『斎藤一人 楽しんだ人だけが成功する』（PHP研究所、2019年）　ISBN 978-4569845630
- 『斎藤一人 愛とゆるし』（KADOKAWA、2019年）　ISBN 978-4046043894
- 『仕事と人生』（SBクリエイティブ、2019年）　ISBN 978-4815600235
- 『斎藤一人　絶対、なんとかなる！』（マキノ出版、2019年）　ISBN 978-4837672920
- 『斎藤一人 令和の成功 もっと望めばもっと幸せがやってくる』（学研プラス、2019年）　ISBN 978-4054067363
- 『「気前よく」の奇跡』（PHP研究所、2019年）　ISBN　978-4569842882
- 『斎藤一人 愛とゆるし』（KADOKAWA、2019年）　ISBN　978-4046043894

## 関連書籍
※斎藤一人と共著
- 『斎藤一人15歳からの成功哲学』（小俣治郎著、ビジネス社、2004年）　ISBN 978-4828411453
- 『斎藤一人15分間ハッピーラッキー』(舛岡はなゑ著、三笠書房、2005年)　ISBN 978-4837921479
- 『斎藤一人黄金の鎖』（宇野信行著、ロングセラーズ、2005年）　ISBN 978-4845420926
- 『斎藤一人億万長者論』（宮本真由美著、ロングセラーズ、2005年）　ISBN 978-4845420933
- 『ハッピーラッキー魔法のメイク』(舛岡はなゑ著、マキノ出版、2006年)　ISBN 978-4837670636
- 『ハッピーラッキー開運つやメイクと魔法の習慣』(舛岡はなゑ著、PHP研究所、2007年)　ISBN 978-4569692944
- 『ココからセンサーの磨き方 - 斎藤一人さん直伝』（小俣和美著、ビジネス社、2007年）　ISBN 978-4828413853
- 『斎藤一人　幸せをよぶ魔法の法則』(舛岡はなゑ著、PHP文庫、2007年)　ISBN 978-4569669236
- 『斎藤一人　元気が出る魔法の法則』(舛岡はなゑ著、PHP文庫、2008年)　ISBN 978-4569670638
- 『斎藤一人悩みから宝が生まれる』（みっちゃん先生著、ロングセラーズ、2008年）ISBN 978-4845431052。
- 『斎藤一人奇跡を呼び起こす「魅力」の成功法則』（柴村恵美子著、イースト・プレス、2008年）　ISBN 978-4872578959
- 『斎藤一人物語』（舛岡はなゑ著、サンマーク出版、2010年）　ISBN 978-4763199874
- 『斎藤一人幸せをよぶ魔法の言葉』（舛岡はなゑ著、PHP研究所、2010年）ISBN 978-4763199874
- 『明日に向かって - 斎藤一人おすすめ』（福田博著、ロングセラーズ、2010年）　ISBN 978-4845422029
- 『愛は勝つ - 斎藤一人』（大信田洋子著、ロングセラーズ、2010年）　ISBN 978-4845421909
- 『斎藤一人 みるみる幸せをよぶ魔法の法則』（舛岡はなゑ著、PHP研究所、2010年）　ISBN 978-4569791258
- 『斎藤一人　人生楽らくセラピー』(舛岡はなゑ著、KKロングセラーズ、2010年)　ISBN 978-4845408528
- 『斎藤一人　人生も仕事も思いどおりにする魔法の法則』(舛岡はなゑ著、PHP研究所、2011年)　ISBN 978-4569800042
- 『斎藤一人あなたは絶対、豊かになれる！』（佐藤修 著、PHP研究所、2011年）　ISBN 978-4569801155
- 『斎藤一人神的な生き方』（みっちゃん先生著、PHP研究所、2011年）　ISBN 978-4569797113
- 『斎藤一人奇跡連発百戦百勝』（舛岡はなゑ著、ロングセラーズ、2011年）　ISBN 978-4845422326
- 『斎藤一人こんな簡単なことで最高の幸せがやってくる』（一人さんのお姉さん著、ロングセラーズ、2011年）　ISBN 978-4845422357
- 『斎藤一人　開運つやメイクと魔法の法則』(舛岡はなゑ著、PHP研究所、2012年)　ISBN 978-4569808413
- 『斎藤一人流すべてうまくいくそうじ力』(舛岡はなゑ著、KKロングセラーズ、2012年)　ISBN 978-4845422418
- 『斎藤一人 福の神がついてる人貧乏神がついてる人』（舛岡はなゑ著、PHP研究所、2012年）　ISBN 978-4569805856
- 『斎藤一人 ツキを呼ぶ掃除力』(舛岡はなゑ著、マキノ出版、2012年)　ISBN 978-4837662402
- 『器』（柴村恵美子著、サンマーク出版、2012年）　ISBN 978-4763132185
- 『運』（柴村恵美子著、サンマーク出版、2013年）　ISBN 978-4763132741
- 『天』（柴村恵美子著、サンマーク出版、2013年）　ISBN 978-4763133120
- 『斎藤一人スカッと一発大逆転』(舛岡はなゑ著、PHP研究所、2013年)　ISBN 978-4569810508
- 『斎藤一人これまでしたことのない話』(舛岡はなゑ著、サンマーク出版、2013年)　ISBN 978-4763132857
- 『斎藤一人　一生しあわせ論』(舛岡はなゑ著、KKロングセラーズ、2014年)　ISBN 978-4845423125
- 『斎藤一人すべての悩みに答えます』（柴村恵美子著、ロングセラーズ、2014年）　ISBN 978-4845423187
- 『百発百中』（柴村恵美子著、サンマーク出版、2014年）　ISBN 978-4763133595
- 『斎藤一人　運のいい人、悪い人の話し方』(舛岡はなゑ著、PHP研究所、2014年)　ISBN 978-4569818252
- 『21世紀は男も女も「見た目」が100%』(舛岡はなゑ著、マキノ出版、2014年）　ISBN 978-4837672159
- 『斎藤一人みるみる運を引き寄せる「そうじ力」』(舛岡はなゑ著、PHP研究所、2015年)　ISBN 978-4569822464
- 『斎藤一人　大富豪が教えてくれた　1ページ読むごとに　メチャクチャ　人生が楽しくなるヒント』(舛岡はなゑ著、KKロングセラーズ、2015年)　ISBN 978-4845423507
- 『斎藤一人 自分を愛せば奇跡が起こる 』（舛岡はなゑ著、PHP研究所、2015年）　ISBN 978-4569822761
- 『斎藤一人 マンガでわかる神様に愛されるすごい話』（高津りえ・桜庭あさみ著、KADOKAWA、2016年）　ISBN 978-4046017956
- 『斎藤一人 舛岡はなゑ 女性のための「逆ギレ」のすすめ』（舛岡はなゑ著、マキノ出版、2016年）　ISBN 978-4837672272
- 『神様に喜ばれる人とお金のレッスン』（高津りえ著、学研プラス、2017年）　ISBN 978-4054065499
- 『斎藤一人　品をあげる人がやっていること』（高津りえ著、サンマーク出版、2017年）　ISBN 978-4763136275
- 『斎藤一人　神様にかわいがられる豊かで幸せな生き方』（高津りえ著、学研プラス、2017年）　ISBN 978-4054066199
- 『斎藤一人 父の愛、母の愛』（みっちゃん先生著、マキノ出版、2017年）　ISBN 978-4837672548
- 『人にもお金にも愛される美開運メイク (最強運を呼び10歳若返る)』（舛岡はなゑ著、マキノ出版、2017年）　ISBN 978-4837672517
- 『斎藤一人 成功の花を咲かせなさい』（宇野信行著、学研プラス、2017年）　ISBN 978-4054066007
- 『斎藤一人 大開運 人生を楽しむ仕組み』（千葉純一著、学研プラス、2017年）　ISBN 978-4054065628
- 『百発百中の引き寄せの法則 』（柴村恵美子著、サンマーク出版、2017年）　ISBN 978-4763160911
- 『斎藤一人 すべての感情は神様からの贈り物』（高津りえ著、廣済堂出版、2017年）　ISBN  978-4331521328
- 『斎藤一人 この先、結婚しなくてもズルいくらい幸せになる方法』（舛岡はなゑ著、宝島社、2017年）　ISBN 978-4800267047
- 『斎藤一人 白光(はっこう)の戦士 一瞬で幸せに変わる魔法』（舛岡はなゑ著、PHP研究所、2018年）　ISBN　978-4569841083
- 『斎藤一人流 すべてうまくいく そうじ力』（舛岡はなゑ著、ロングセラーズ、2018年）　ISBN 978-4845450657
- 『斎藤一人　神はからい (すべての出来事に隠された本当の意味) 』（みっちゃん先生著、マキノ出版、2018年）　ISBN　978-4837672807
- 『斎藤一人 最強運のつかみ方 (1%の勝率を100%にする簡単なコツ)』（舛岡はなゑ著、マキノ出版、2019年）　ISBN　978-4837673033
- 『斎藤一人　龍が味方する生き方』（舛岡はなゑ著、マキノ出版、2020年）　ISBN 978-4837673194
- 『斎藤一人 師匠は神様 (逆境に神風を吹かすスゴイ教え) 』（尾形幸弘著、マキノ出版、2020年）　ISBN 978-4837673071
- 『斎藤一人 人生がなぜかうまくいく人の考え方』（舛岡はなゑ著、プレジデント社、2019年）　ISBN　978-4833423182
- 『斎藤一人　奇跡連発百戦百勝』(舛岡はなゑ著、KKロングセラーズ、2019年)　ISBN 978-48454-50978